# Goudwingebied rondom Antino
Het goudwingebied rondom Antino beslaat de regio rondom Antino aan de Lawarivier in Tapanahony in Suriname. De in 1891 voor het eerst afgegeven concessie in dit gebied had een omvang van 29 kilometer lang en 24 kilometer breed. De goudwinning zakte in de jaren 1970 en 1980 in en leefde medio jaren 1990 weer op.

## Ontdekking van goud
Goudhoudende alluviale afzettingen in de Lawa werden tegen het eind van het jaar 1885 ontdekt door twee Fransmannen, Rufin  en  Le  Blond. De goldrush leidde in die tijd tot grensgeschillen tussen Nederland en Frankrijk, de twee koloniale buren in dit gebied. Deze werden in 1891 geslecht door bemiddeling van de Russische tsaar Alexander III. Hierbij werd de linker oever van de Lawa tot Surinaams grondgebied verklaard en gingen de bonafiderechten voor de winning van goud naar Le Blond over een gebied van 29 kilometer lang en 24 kilometer breed. Deze concessierechten gingen in 1895 over naar de Nederlandse Compagnie des Mines d'Or de la Guyane Hollandaise. De compagnie won tot 1928 goud in het gebied en kende in die periode een goudproductie van 316.840 troy ounces. Het goud werd voornamelijk gewonnen in de Antino Kreek, Pointu Kreek, Roche Kreek en Rufin Kreek, allen zijrivieren van de Lawa.

## De toestand in de Lawa
In februari 1915 berichtte de De Surinamer over de toestand in de Lawa, waarmee de krant verwees naar de aanwezigheid van de naar schatting tweehonderd maraudeurs, ook wel stropers genoemd, en de reactie daarop met de inzet van meer dan honderd manschappen van de Troepenmacht in Suriname. De maraudeurs bedreigden en verjaagden de arbeiders van de Mines d'Or, stalen goudhoeveelheden en begonnen daarna zelf goud te winnen in het gebied. Bij elkaar zou het om een verlies gegaan zijn van 150 kilo goud ter waarde van ongeveer 200.000 gulden. Tijdens meerdere charges van het leger vielen rond de vijftien dodelijke slachtoffers. Tijdens de rechtszitting in juli werden vier beklaagden veroordeeld tot twee jaar gevangenisstraf met dwangarbeid.

## Volgende eigenaren
De Mines d'Or werd in 1928 opgeheven en de concessie ging eerst over naar Neotropical Concessions Ltd., daarna in 1932 naar United Goldfields of Guyana en eind 1935 naar de Nederlandse investeringsgroep Sarakreek Goudvelden N.V. Deze laatste was al actief geweest aan de Sarakreek in centraal-Suriname en bleef actief in dit gebied tot 1963. Ze produceerde een goudhoeveelheid van bij elkaar 85.439 troy ounces. Ook introduceerde dit bedrijf een gemechaniseerd mijnsysteem met shovels en draglines.
In 1963 kwam de concessie in handen van Lawa Goldfields Ltd. dat eigendom was van North Shore Goldfields Ltd. uit Ontario, Canada. In de periode tot 1969 werden 23.151 troy ounces aan goud uit het gebied gehaald. Door diefstal en hoge kosten werd de exploitatie als een mislukking beschouwd. In 1970 werd de concessie ter hand genomen door Benz & Co. W.I.H.C. (West Indische Handels Compagnie) die in het gebied werkte met porknokkers.

## Na de onafhankelijkheid
In 1973, twee jaar voor de Surinaamse onafhankelijkheid, waren nog tussen de tien à vijftien porknokkers actief in het gebied.
Medio jaren 1990 verkreeg Nana Resources het exploratierecht naar goud in dit gebied dat met 148.000 hectare het Zuid-Benzdorp-gebied werd genoemd. Nana staat voor Naarendorp Natural Resources, vernoemd naar de concessiehouder, Henk Naarendorp. Daarnaast werd het recht op exploratie van het gehele leefgebied van de inheemse Wayana's aan Surinaamse zijde verworven. In deze jaren raakten de Wayana's en NaNa Resources geregeld met elkaar in conflict.
Daarnaast trok de regio steeds meer gelukszoekers naar de regio, waaronder ook veel Brazilianen die garimpeiros worden genoemd. Benzdorp kwam weer tot leven en er ontstonden allerlei dorpen, zoals Antonio do Brinco dat rond 2005 ontstond en in 2015 een inwonertal had van tussen de vijfhonderd en duizend inwoners.

## Jaren 2020
In de jaren 2020 zijn de Canadese goudexploratibedrijven Nana Resources N.V. en Founders Metals Inc. actief in dit gebied. Founders Metals ontdekte een boorgat op 174 meter diepte dat een aanzienlijke hoeveelheid goud bevat. De winning werd daardoor in 2025 bijna verdubbeld.

## Volksgezondheid
De gezondheidsomstandigheden zijn aan het begin van de 21e eeuw problematisch in de zogenoemde garimpeiro settlements, oftewel de plaatsen waar Braziliaanse goudzoekers zich hebben gevestigd. In het algemeen geldt deze situatie ook voor de traditionele bewoners van dit gebied, zowel voor de inheemsen als de marrons, en worden die door de goudwinning vergroot. Er is in het gebied beperkte toegang tot sanitaire en nutsvoorzieningen, veilig drinkwater (risico op kwikvergiftiging), elektriciteit, educatie en medische diensten. Daarnaast zijn er risico's op ziektes als malaria, leishmaniasis en hiv/aids.